# Exoneura bicolor
Exoneura bicolor är en biart som beskrevs av Smith 1854. Exoneura bicolor ingår i släktet Exoneura och familjen långtungebin. Inga underarter finns listade i Catalogue of Life.

## Bildgalleri

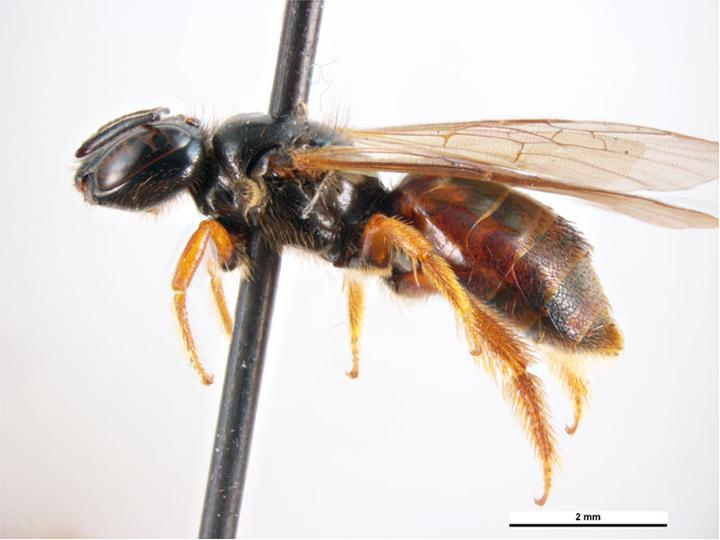
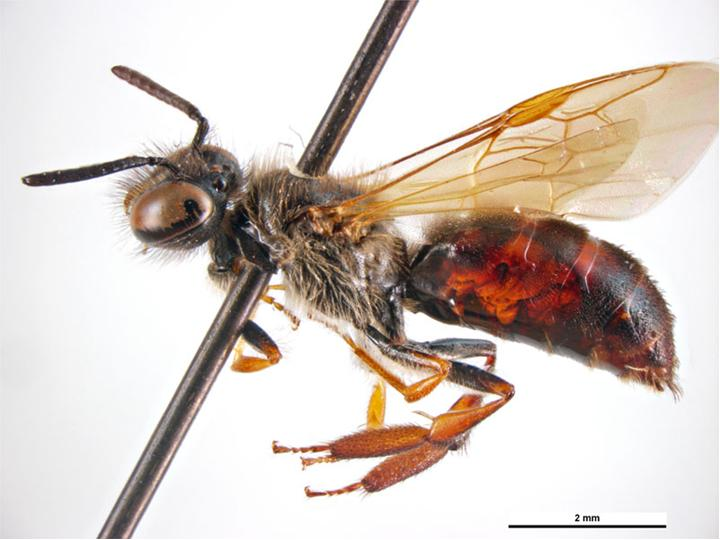